# University of Washington Women's Volleyball 2020
Questa voce raccoglie le informazioni riguardanti la University of Washington Women's Volleyball nella stagione 2020.

## Stagione
La University of Washington partecipa alla Pac-12 Conference per la trentacinquesima volta, conquistando il suo sesto titolo di conference.
Si qualifica al torneo NCAA Division I come testa di serie numero 6: nel secondo turno elimina la Dayton, mentre alle sweet sixteen e alle elite eight supera rispettivamente la Louisville e la Pittsburgh, accedendo alla final-four. In semifinale viene però estromessa dalla corsa per il titolo, perdendo dalla Kentucky, testa di serie numero 2.

## Organigramma societario
Area direttiva
- Presidente: Jennifer Cohen

Area organizzativa
- Direttore delle operazioni: Caleigh Ryan

Area tecnica
- Allenatore: Keegan Cook
- Allenatore associato: Leslie Tuiasosopo
- Assistente allenatore: Jason Mansfield
- Assistente allenatore volontario: Melanie Wade
- Coordinatore tecnico: Phil Puathasnanon

## Rosa
| N° | Nome              | Ruolo | Data di nascita  | Nazionalità sportiva | Anno      |
| -- | ----------------- | ----- | ---------------- | -------------------- | --------- |
| 1  | Lauren Sanders    | C     | 1º maggio 1999   | Stati Uniti          | Senior    |
| 2  | Maeve Griffin     | L     | -                | Stati Uniti          | Freshman  |
| 5  | Emma Calle        | L     | -                | Stati Uniti          | Senior    |
| 7  | Ella May Powell   | P     | 19 luglio 2000   | Stati Uniti          | Junior    |
| 8  | Marija Bogomolova | S     | 28 maggio 1998   | Russia               | Senior    |
| 9  | Samantha Drechsel | S     | 25 maggio 1999   | Stati Uniti          | Senior    |
| 10 | Dani Cole         | S     | -                | Stati Uniti          | Sophomore |
| 11 | Shannon Crenshaw  | S     | -                | Stati Uniti          | Junior    |
| 12 | Marin Grote       | C     | 16 dicembre 1999 | Stati Uniti          | Junior    |
| 14 | Olivia Mikkelsen  | P     | -                | Stati Uniti          | Freshman  |
| 17 | Sianna Houghton   | L     | -                | Stati Uniti          | Sophomore |
| 18 | Madi Endsley      | S     | -                | Stati Uniti          | Freshman  |
| 21 | Claire Hoffman    | S     | 24 febbraio 2000 | Stati Uniti          | Junior    |
| 22 | Sophie Summers    | C     | 12 agosto 2000   | Stati Uniti          | Freshman  |

## Mercato
| Acquisti | Acquisti      | Acquisti              | Acquisti   |
| R.       | Nome          | da                    | Modalità   |
| -------- | ------------- | --------------------- | ---------- |
| S        | Madi Endsley  | Cathedral Catholic HS | definitivo |
| L        | Maeve Griffin | Peninsula HS          | definitivo |

| Cessioni | Cessioni         | Cessioni      | Cessioni   |
| R.       | Nome             | a             | Modalità   |
| -------- | ---------------- | ------------- | ---------- |
| S        | Kara Bajema      | Casalmaggiore | definitivo |
| L        | Shayne McPherson | -             | ritirata   |
| C        | Avalyn Niece     | -             | ritirata   |
| L        | Cailin Onosko    | -             | ritirata   |

## Statistiche

### Statistiche di squadra
| Competizione                      | Punti | In casa | In casa | In casa | In trasferta | In trasferta | In trasferta | Campo neutro | Campo neutro | Campo neutro | Totale | Totale | Totale |
| Competizione                      | Punti | G       | V       | P       | G            | V            | P            | G            | V            | P            | G      | V      | P      |
| --------------------------------- | ----- | ------- | ------- | ------- | ------------ | ------------ | ------------ | ------------ | ------------ | ------------ | ------ | ------ | ------ |
| Pac-12 Conference NCAA Division I | .833  | 10      | 9       | 1       | 10           | 8            | 2            | 4            | 3            | 1            | 24     | 20     | 4      |
| Totale                            | .833  | 10      | 9       | 1       | 10           | 8            | 2            | 4            | 3            | 1            | 24     | 20     | 4      |

G = partite giocate; V = partite vinte; P = partite perse

### Statistiche dei giocatori
| Giocatrice    | Pac-12 Conference NCAA Division I | Pac-12 Conference NCAA Division I | Pac-12 Conference NCAA Division I | Pac-12 Conference NCAA Division I | Pac-12 Conference NCAA Division I | Totale | Totale | Totale | Totale | Totale |
| Giocatrice    | P                                 | PT                                | AV                                | MV                                | BV                                | P      | PT     | AV     | MV     | BV     |
| ------------- | --------------------------------- | --------------------------------- | --------------------------------- | --------------------------------- | --------------------------------- | ------ | ------ | ------ | ------ | ------ |
| M. Bogomolova | 14                                | 9,5                               | 2                                 | 0,5                               | 7                                 | 14     | 9,5    | 2      | 0,5    | 7      |
| E. Calle      | 24                                | 21                                | 1                                 | 0                                 | 20                                | 24     | 21     | 1      | 0      | 20     |
| D. Cole       | 3                                 | 4                                 | 3                                 | 1                                 | 0                                 | 3      | 4      | 3      | 1      | 0      |
| S. Crenshaw   | 24                                | 20,5                              | 4                                 | 0,5                               | 16                                | 24     | 20,5   | 4      | 0,5    | 16     |
| S. Drechsel   | 24                                | 409                               | 334                               | 42                                | 33                                | 24     | 409    | 334    | 42     | 33     |
| M. Endsley    | 24                                | 295,5                             | 258                               | 25,5                              | 12                                | 24     | 295,5  | 258    | 25,5   | 12     |
| M. Grote      | 24                                | 162                               | 115                               | 47                                | 0                                 | 24     | 162    | 115    | 47     | 0      |
| C. Hoffman    | 24                                | 370                               | 314                               | 23                                | 33                                | 24     | 370    | 314    | 23     | 33     |
| S. Houghton   | 20                                | 5                                 | 0                                 | 0                                 | 5                                 | 20     | 5      | 0      | 0      | 5      |
| O. Mikkelsen  | 5                                 | 0,5                               | 0                                 | 0,5                               | 0                                 | 5      | 0,5    | 0      | 0,5    | 0      |
| E.M. Powell   | 24                                | 115                               | 58                                | 26                                | 31                                | 24     | 115    | 58     | 26     | 31     |
| L. Sanders    | 24                                | 207,5                             | 139                               | 65,5                              | 3                                 | 24     | 207,5  | 139    | 65,5   | 3      |
| S. Summers    | 14                                | 27,5                              | 18                                | 9,5                               | 0                                 | 14     | 27,5   | 18     | 9,5    | 0      |

P = presenze; PT = punti totali; AV = attacchi vincenti; MV = muri vincenti; BV = battute vincenti

NB: I muri singoli valgono una unità di punto, mentre i muri doppi e tripli valgono mezza unità di punto; anche i giocatori nel ruolo di libero sono impegnati al servizio